# Bommelerwaard (gemeente)
De gemeente Bommelerwaard, ook wel het gemeentebestuur in het ambt Bommelerwaard, was tussen 1799 en 1801 een gemeente van de Bataafse Republiek, vallend onder het Departement van de Dommel. Deze gemeente omvatte de Bommelerwaard met uitzondering van de stad Zaltbommel. In recente tijden gaan er weer stemmen op om van de Bommelerwaard één gemeente te maken.

## Een mislukte gemeente
Tot 1795 kende Nederland, destijds de Republiek der Zeven Verenigde Nederlanden, sterk uiteenlopende vormen van lokaal bestuur. In de Bommelerwaard waren er naast de stad Zaltbommel een viertal hoge heerlijkheden (Ammerzoden, Hedel, Nederhemert en Poederoijen) en een groter aantal gewone ('dagelijkse') heerlijkheden, waar een heer de dienst uitmaakte. Tijdens de Bataafse Republiek (1795-1806) werden naar Frans voorbeeld dorpen en steden gelijkgesteld in een nieuwe bestuursvorm met de naam gemeente.
In de Bommelerwaard werden de dorpsbesturen van de (hoge) heerlijkheden in 1798 vrijwel al hun bevoegdheden ontnomen. Zij mochten zich formeel enkel nog met de waterstaat bezighouden. Er werden nieuwe gemeentebesturen ingesteld voor het dagelijks bestuur. In 1799 werd een nieuwe gemeente voor de Bommelerwaard opgericht. Hoewel Zaltbommel buiten de gemeente bleef, werd het gemeentebestuur wel in die plaats gevestigd. De oude besturen bleven in functie als een extra bestuurslaag, een soort deelgemeente.
De gemeente Bommelerwaard was niet succesvol. Destijds was de infrastructuur in de Bommelerwaard zeer slecht. Het gemeentehuis was, ook door het gure weer, heel lastig te bereiken. Daardoor kwam een effectief bestuur niet van de grond. In 1801 kregen de dorpsbesturen het weer voor het zeggen.

## Recente ontwikkelingen
Eind 20e eeuw bestond de Bommelerwaard uit acht gemeenten en stond een gemeentelijke herindeling hoog op de agenda. Het vormen van één gemeente Bommelerwaard was daarbij een serieuze optie. Uiteindelijk is besloten voor twee gemeenten: Zaltbommel en Maasdriel.
De gemeenten Zaltbommel en Maasdriel voeren op een aantal terreinen samen een beleid. Een fusie tussen beide gemeenten is momenteel niet aan de orde, maar is bij een eventuele nieuwe herindelingsronde allerminst uitgesloten.